# Туризм в Сан-Марино

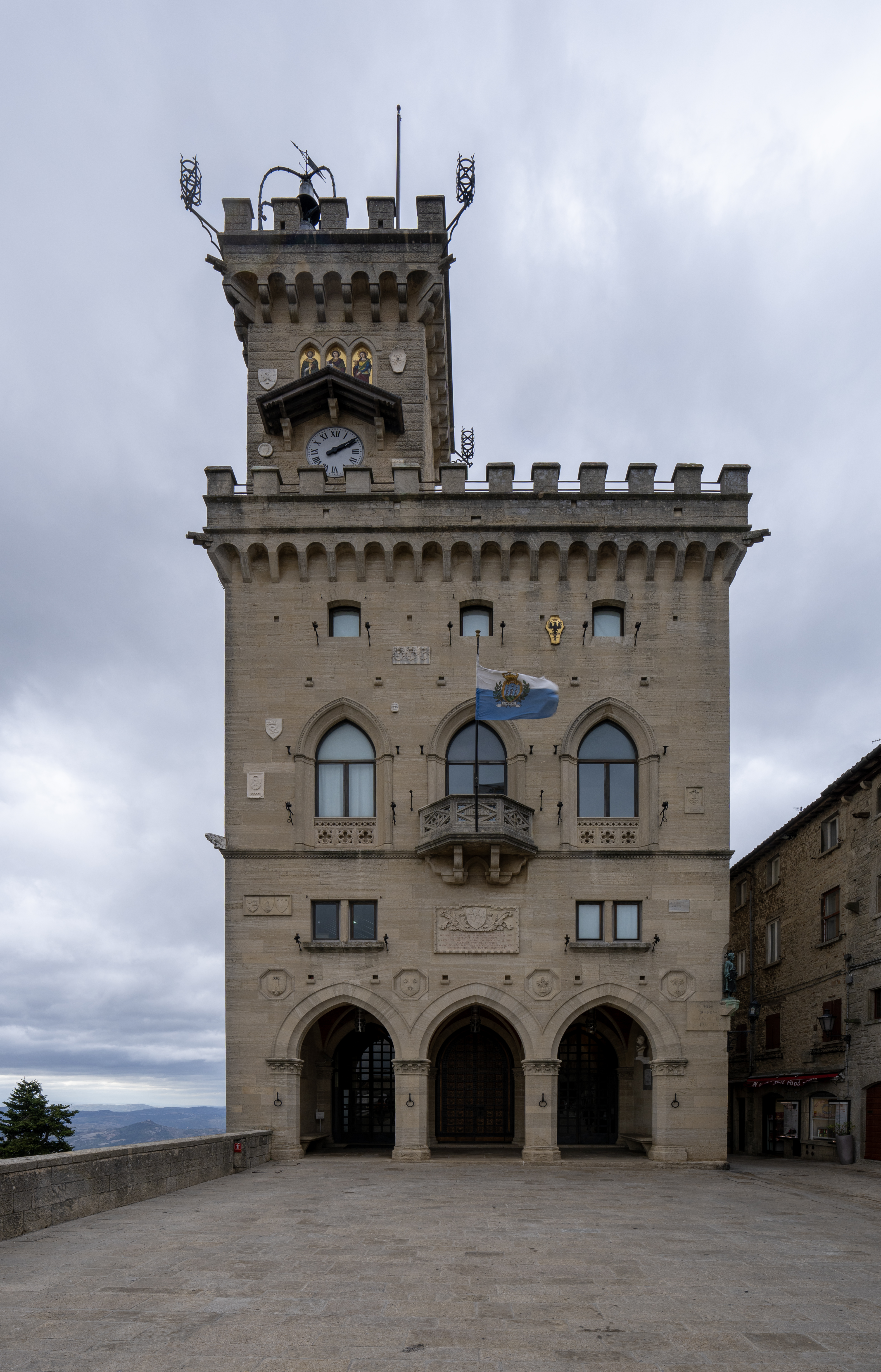
Палаццо Публико — резиденция парламента Сан-Марино

Туризм в республике Сан-Марино — очень важная составляющая экономики страны, на туризм приходится более 50 % всего ВВП. В среднем за год Сан-Марино посещают около трёх миллионов туристов, хотя в последнее десятилетие наблюдается спад туристической активности на 100 тысяч человек в год.
Основная часть туристов — это граждане Италии, приезжающие на отдых на адриатическое побережье и берущие экскурсии в Сан-Марино.
Организацией туризма в стране занимается «Государственный секретариат по туризму» (итал. Segreteria di Stato per il Turismo).

## Туристические достопримечательности
Основные туристические достопримечательности расположенные в историческом центре города Сан-Марино:
- Три башни (Гуаита, Честа, Монтале)
- Базилика Сан-Марино
- Палаццо Публико (Сан-Марино)
- Площадь свободы
- Государственный музей Сан-Марино

## Статистика туристов
Число туристов посетивших страну по годам (тыс. чел.)::
|                     | 1995 | 1996 | 1997 | 1998 | 1999 | 2000 | 2001 | 2002 | 2003 | 2004 | 2005 | 2006 | 2007 | 2008  | 2009  | 2010  | 2011  | 2012  | 2013 | 2014 | 2015 | 2016 | 2017 | 2018 |
| ------------------- | ---- | ---- | ---- | ---- | ---- | ---- | ---- | ---- | ---- | ---- | ---- | ---- | ---- | ----- | ----- | ----- | ----- | ----- | ---- | ---- | ---- | ---- | ---- | ---- |
| Прибыло всего, тыс. | 28,0 | 30,0 | 28,0 | 36,0 | 34,0 | 43,0 | 49,0 | 46,0 | 41,0 | 42,0 | 50,0 | 50,0 | 69,0 | 115,0 | 151,0 | 120,0 | 156,0 | 139,0 | 71,0 | 75,0 | 54,0 | 60,0 | 78,0 | 84,0 |